# Hilari d'Arle
Hilari d'Arle - Hilarius Arelatensis (llatí) - (començaments del segle v, Gàl·lia Belga - 449, Arle) fou un eclesiàstic gal, de noble família. És venerat com a sant per diverses confessions cristianes.

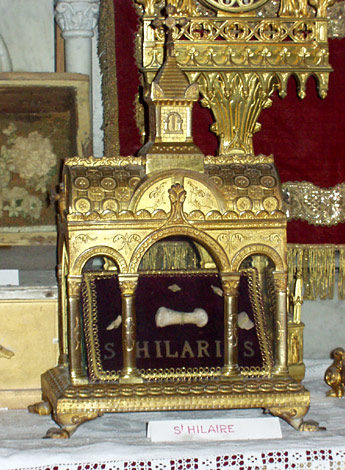
Reliquiari de Sant Hilari a la Catedral de Sant Tròfim d'Arle

Va estudiar amb aprofitament i encara jove va esdevenir deixeble d'Honorat d'Arle, primer abat de Lerins, que el va convèncer de dedicar-se a la vida monàstica. Temps després quan el seu mestre va morir i va deixar vacant el bisbat d'Arle, Hilari fou nomenat bisbe d'aquesta ciutat (429).
El seu nom va esdevenir important per la controvèrsia sostinguda amb el Papa Lleó I el Gran: un bisbe de nom Quelidoni, probablement de Besançon, fou deposat per certes irregularitat per un sínode que fou presidit per Hilari i al que van assistir Euqueri de Lió i Germà d'Auxerre; Quelidoni va apel·lar al Papa i Hilari no va reconèixer a aquest jurisdicció sobre el cas.
Lleó es va sentir atacat en la seva primacia i va reposar a Quelidoni i Hilari va haver de fugir a la seva diòcesi per por; després va intentar una reconciliació amb el Papa que va refusar escoltar-lo i li va retirar els privilegis de metropolità de la Gàl·lia, cosa que fou confirmada per un rescripte de Valentinià III del 445 ("Ut Episcopis Gallicanis omnibusque pro lege esset, quidquid apostolicae sedis auctoritas sanxisset: ita ut quisquis Episcoporum ad judicium Romani antistitis evocatus venire neglexisset per moderatorem ejusdem provinciae adesse cogeretur")
Va escriure almenys un llibre, que es conserva (Vita Sancti Honorati Arelatensis Episcopi, una espècie de panegíric del seu predecessor com a bisbe; i una epístola (Epistola ad Eucherium Episcopum Lugdunensem). A la seva biografia s'esmenten altres epístoles i fins i tot algun vers, però s'han perdut